# Coupe Icare
Pour les articles homonymes, voir Icare (homonymie).

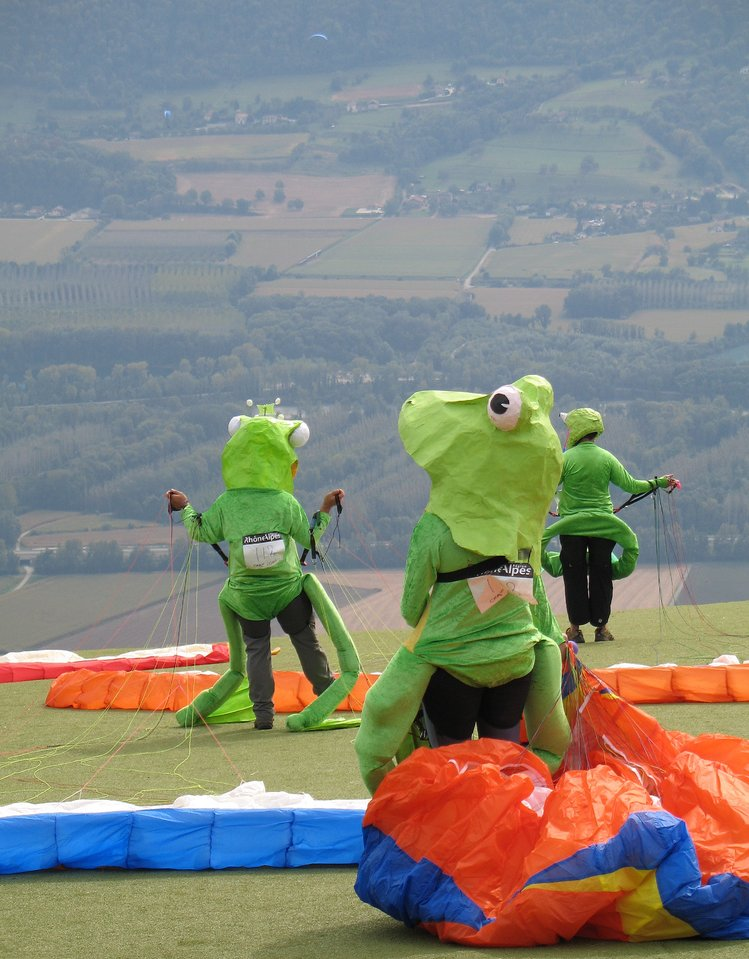
La coupe Icare est notamment célèbre pour son concours de vol déguisé Icarnaval.

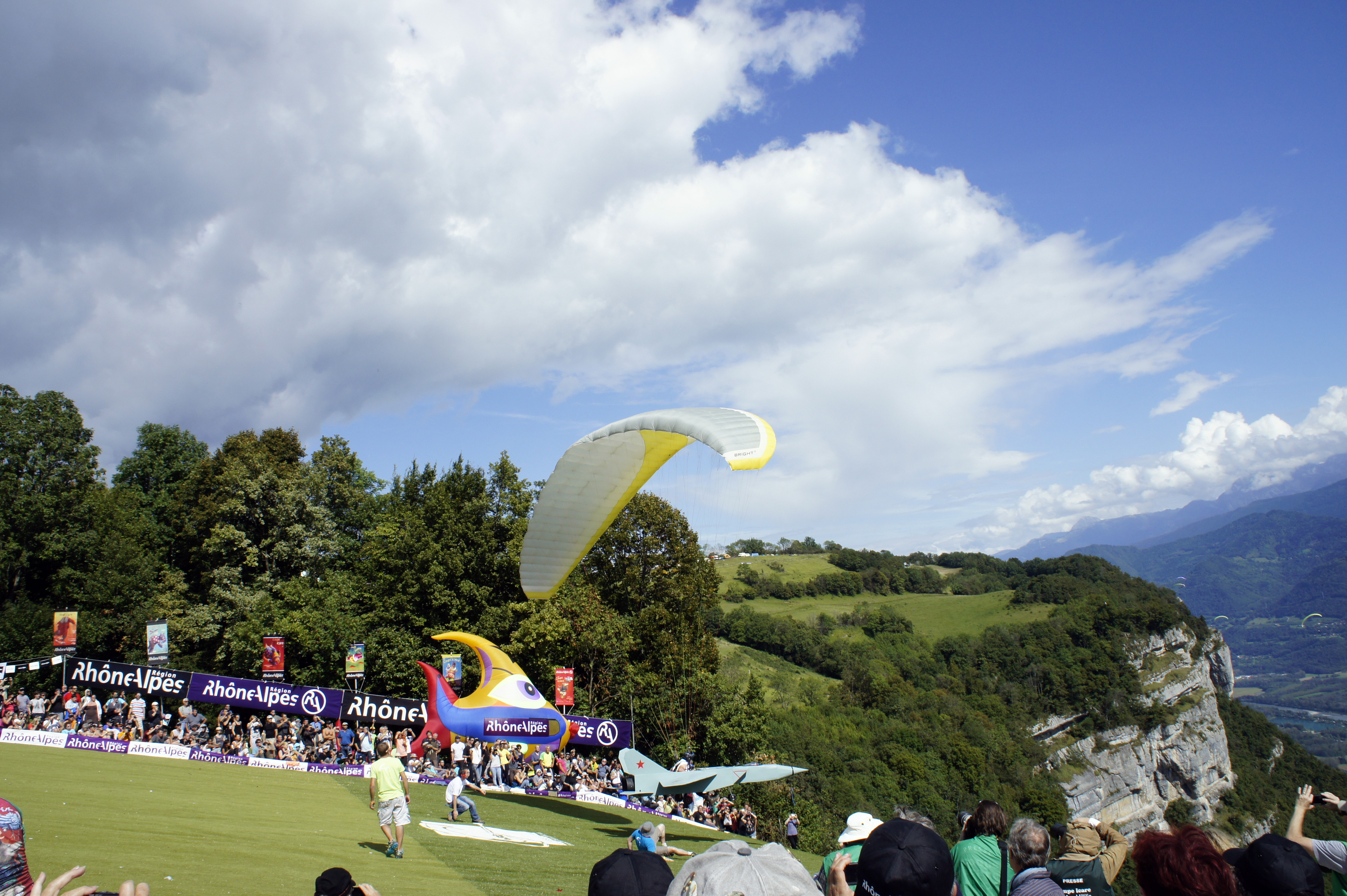
Décollage des déguisements lors de la Coupe Icare 2014.

La coupe Icare est la plus grande manifestation mondiale de sports aériens,. Elle se déroule chaque année à Saint-Hilaire du Touvet et Lumbin dans le Grésivaudan au nord de Grenoble pendant quatre jours (du jeudi au dimanche) durant la troisième semaine de septembre.
En 2018, la manifestation qui accueille entre 80 000 et 100 000 spectateurs et près de 10 000 pilotes, reçoit pour la première fois de son histoire la patrouille de France.

## Description
Depuis 1974, elle se tient à Saint-Hilaire du Touvet depuis le plateau des Petites Roches situé dans le massif de la Chartreuse ainsi qu'à l'entrée de la ville de Lumbin dans la vallée du Grésivaudan dans le département de l'Isère (France).
Elle regroupe diverses activités :

### L'Icare du Cinéma
L'Icare du Cinéma est un festival international du film sur le thème du vol libre et des sports aériens. Chaque année, le jury officiel du festival, composé de professionnels du sport et de l'image, le jury de la presse et un jury des enfants, composé d'élèves de CM2 habitant les villages voisins, votent parmi une centaine de productions pour choisir celles qui seront diffusées lors du festival. On peut y voir des productions cinématographiques allant de courts à longs métrages. L'Icare du cinéma accueille environ 20 000 spectateurs par an.

### Le Icare Expo
Cette animation est un salon international sur les sports aériens accueillant plus de 200 entreprises internationales spécialisées dans le parapente, le paramoteur ou d'autres sports aériens (deltaplane, ULM, parachutisme, wingsuit). Ce salon met en relation fabricants, écoles, pilotes et visiteurs entre autres, ce qui leur permet d'échanger et de découvrir les sports aériens.
Le marché de l'occasion prend racine de manière informelle lors des débuts de la Coupe Icare, où quelques fabricants proposent leurs ailes delta et harnais "au cul du camion". Rapidement, cette initiative trouve un écho favorable et se transforme en véritable exposition où jusqu'à 200 ailes delta sont exposées. Avec l'essor du parapente, le nombre de vendeurs augmente, et le besoin en infrastructures comme l'électricité et les tentes devient nécessaire. En 1994, des chapiteaux sont installés pour accueillir les exposants, marquant ainsi le début d'un salon organisé. Malgré des difficultés, comme celle rencontrée en 1995 avec la défaillance du prestataire de tentes, la Coupe Icare évolue pour devenir un rendez-vous international incontournable pour les professionnels du vol libre, offrant une vitrine mondiale aux entreprises du secteur.

### Le Icarnaval
Le Icarnaval est un concours de déguisement auquel participent les pilotes de deltaplane et de parapente venus du monde entier. Ce concours met aussi en valeur la maitrise et la technique des pilotes, qui parviennent à décoller et à diriger des voiles parfois lourdes et encombrantes.

### Le Icare Test
Cet événement, en partenariat avec le magazine français Parapente Mag, permet aux pilotes qui se sont inscrits d'essayer du matériel comme des parapentes ou des instruments de vol libre, empruntés à des constructeurs et des importateurs. Cela leur permet de tester et de découvrir du matériel de professionnel directement sur place.

### Le Icare Mômes
Ce programme est spécialement destiné aux enfants et propose des animations ludiques et créatives sur le thème de l'aérologie. Les enfants sont intégrés à la Coupe Icare, une fête où ils peuvent rêver de voler, comme le montre le film "Le nid" réalisé par le pilote Antoine Boisselier. Ils sont souvent présents lors de l'événement, notamment depuis 1996, où ils participent à un concours d'avions en papier près de l'aire de décollage sud. Plus tard, ils fabriquent des manches à air pour apprendre à observer le vent, et le Jardin du vent est créé, offrant un espace consacré à l'art et à la poésie. Les élèves sont également impliqués dans diverses activités, comme la conception d'affiches ou la distribution de programmes. À partir des années 2000, un véritable village pour enfants est mis en place avec le soutien du Département de l'Isère, permettant à des classes entières de participer au Jardin du vent sur place.

### Les Icare Folies
Cette activité met en scène des artistes de cirque et des fanfares qui se déplacent sur le site et qui effectuent des spectacles, jouent de la musique et dansent.

### Le Icare Ballons

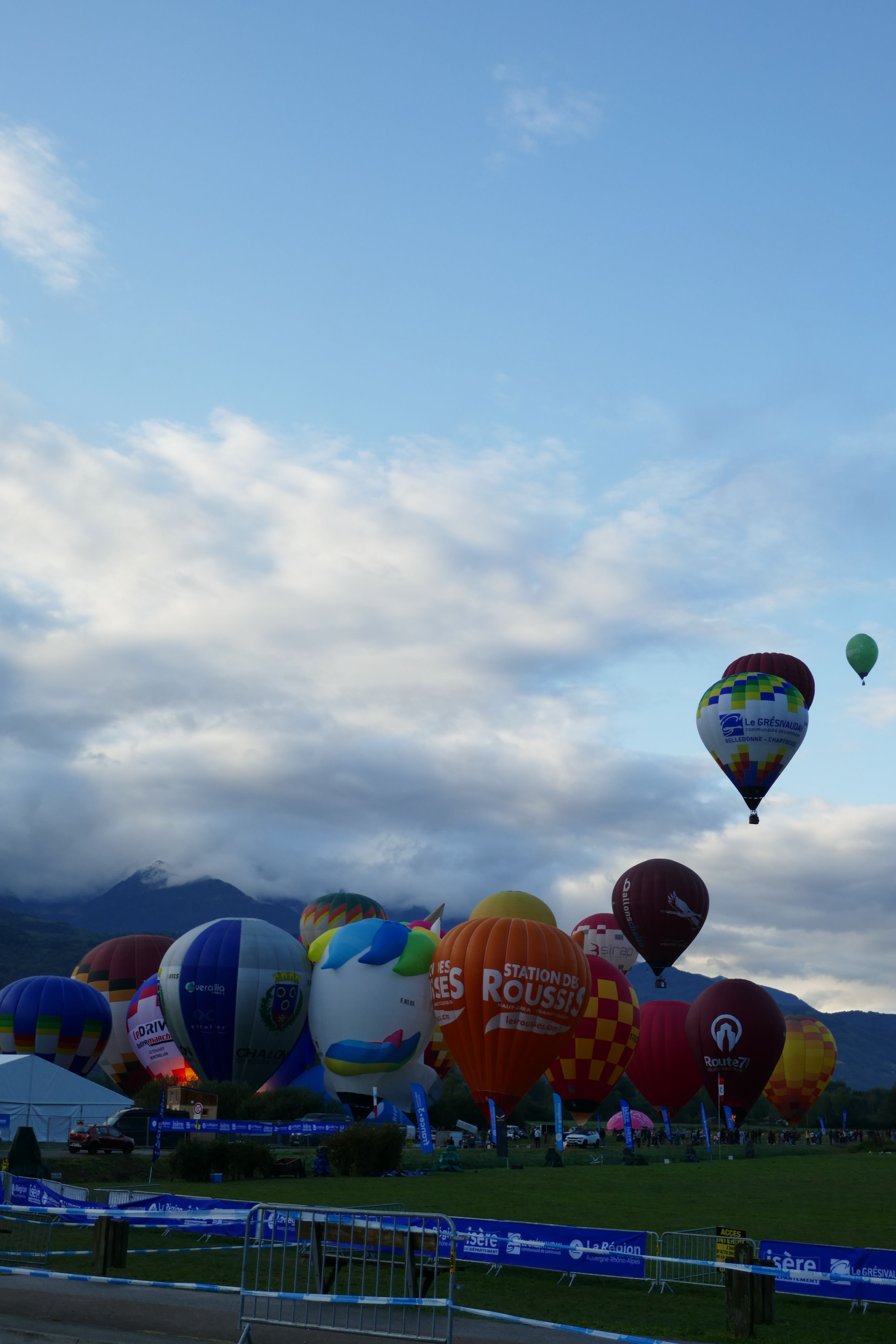
Montgolfière au levé du jour, 2023.

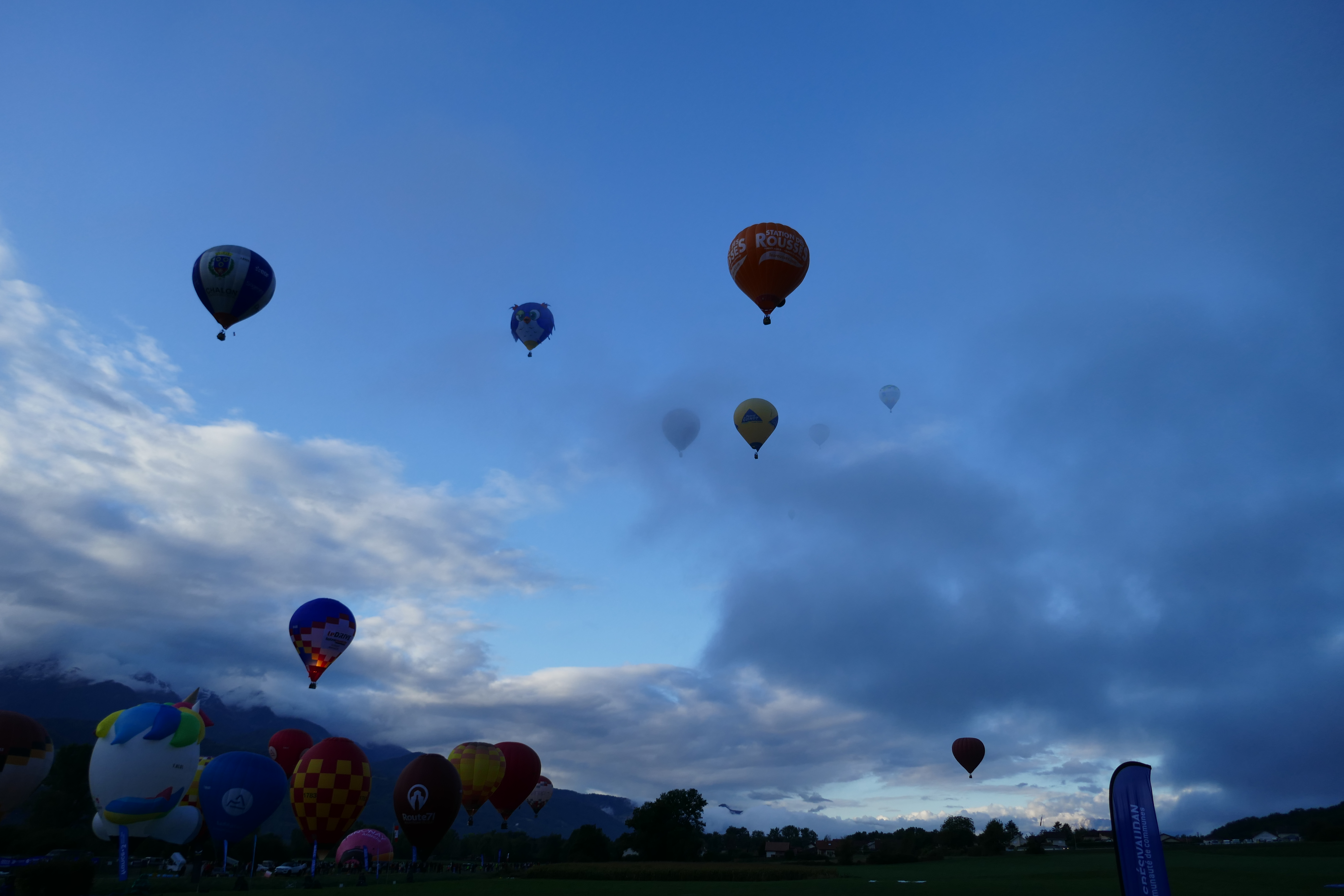
Montgolfière dans les airs 2023.

Cet événement se déroule au lever et au coucher du soleil à l'aire d'atterrissage de Lumbin. On peut y voir l'installation, le gonflage et le décollage de plusieurs dizaines de montgolfières et autres dirigeables. On peut aussi effectuer des baptêmes de montgolfière. Les montgolfières ont été le point de départ magique de la Coupe Icare depuis deux décennies. Ce rendez-vous matinal attire des centaines de spectateurs chaque année, fascinés par le décollage d'une trentaine de montgolfières, offrant ainsi un spectacle toujours enchanteur. Récemment, ce rituel s'est également étendu à la fin de la journée, avec une demande croissante de vols et de baptêmes de l'air dirigée par le président de l'association Vol libre Montgolfière, Gérard Imburchia.

### Autre

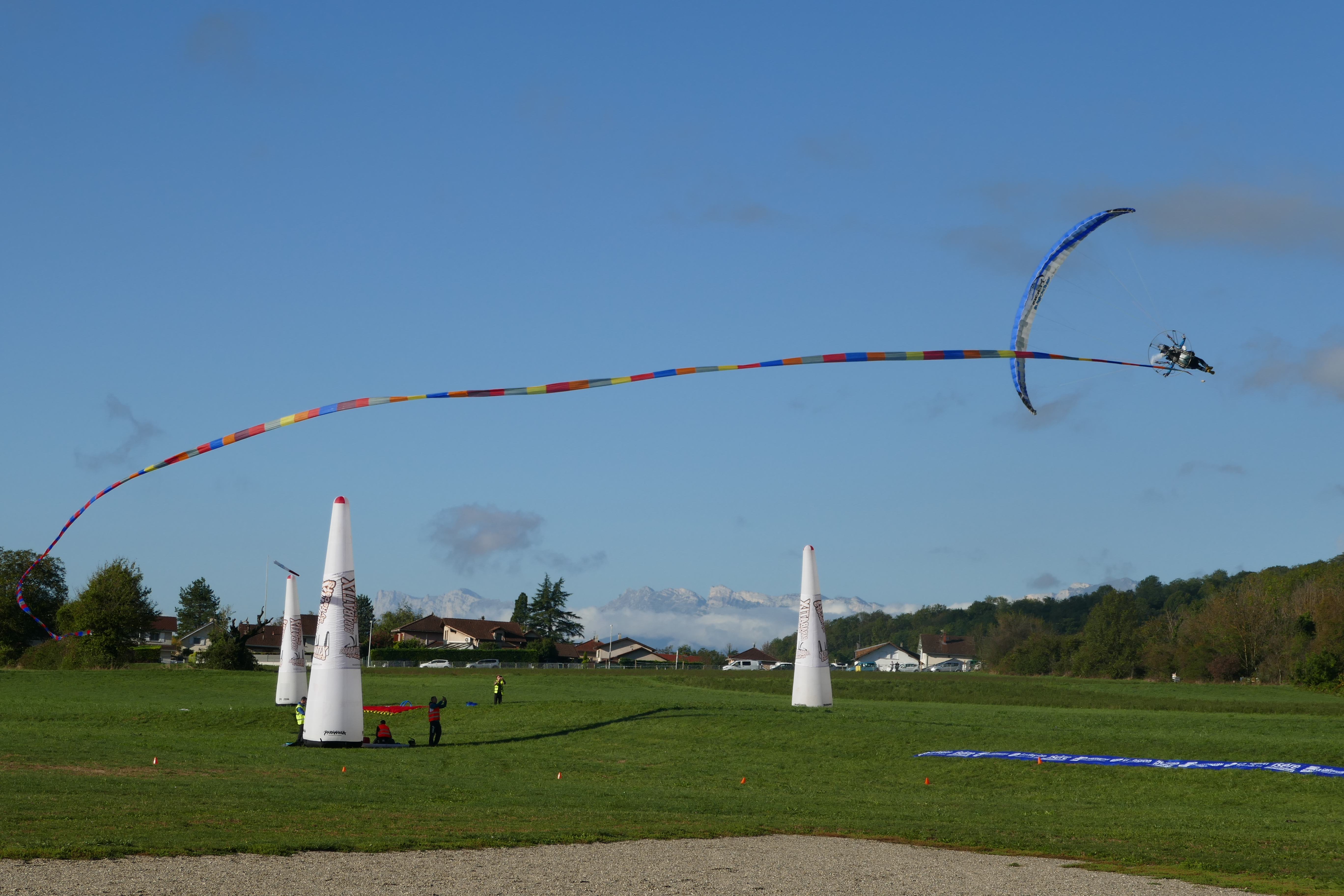
Épreuve paramoteur coupe icare 2023.

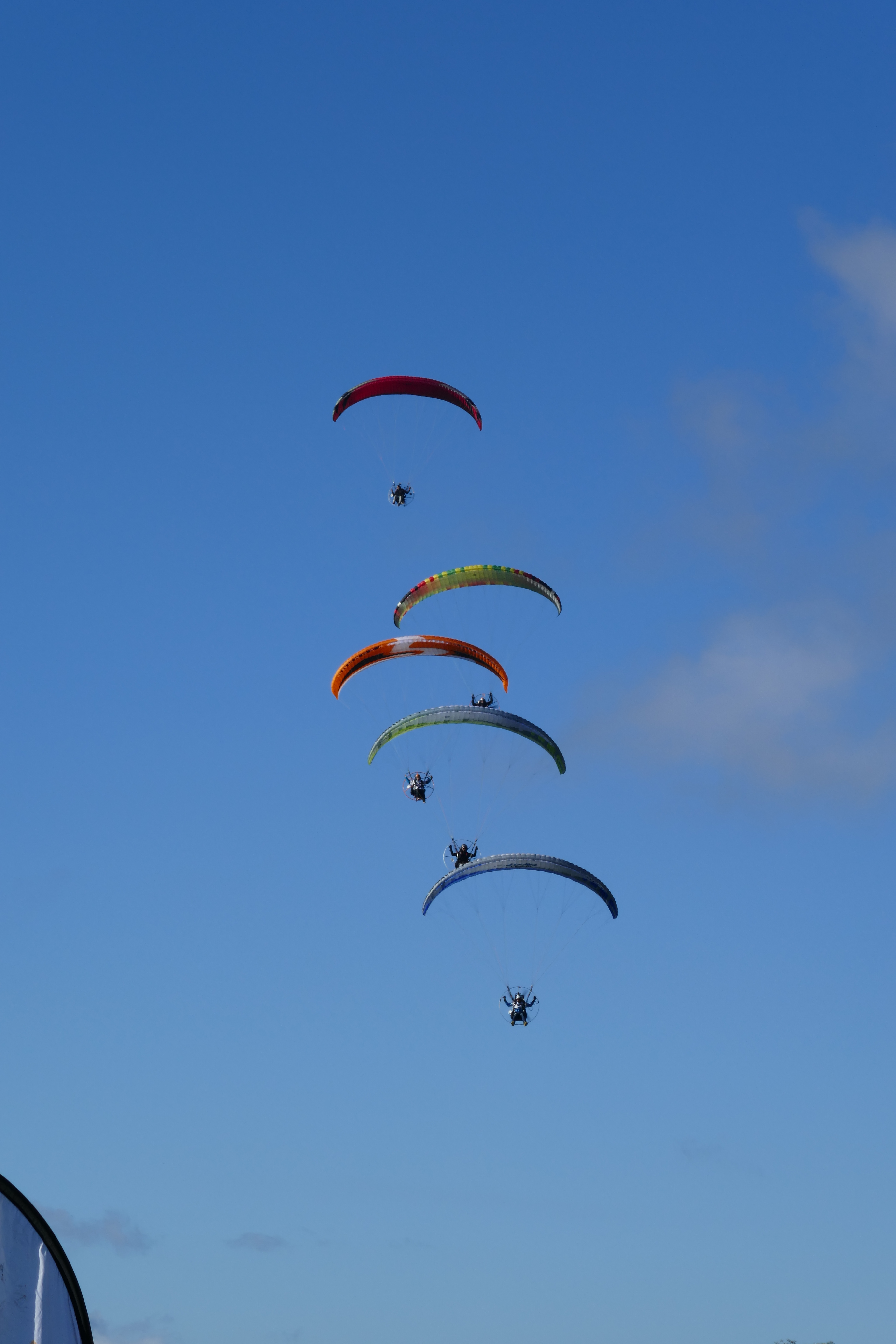
Paramoteurs à la Coupe Icare 2023.

Sur place, on peut aussi assister à des démonstrations d'acrobatie et de voltige aérienne mettant en scène les meilleurs mondiaux dont notamment Raul Rodriguez et son frère Felix Rodriguez qui sont des habitués. Il y a aussi des ateliers sportifs et artistiques comme des slackline. Mais aussi des démonstrations de sauvetage d’hélicoptères, et des vols en wingsuit partant de la Dent de Crolles ! De plus des démonstrations de paramoteurs  sont présentes grâce à l’entreprise Parabatix qui font des shows à couper le souffle, leurs shows durant la coupe icare s’appelle Icarobatix !

## Histoire du site
C'est en mai 1974 que Georges Berdolet et le Dr Bernard Berthou ont effectué un vol depuis le Pré-qui-tue, sous la Dent de Crolles, sommet situé au-dessus de Saint-Hilaire-du-Touvet. Une rencontre avec Daniel Raibon, membre du syndicat d'initiative de Saint-Hilaire les ont amené à rechercher un site de décollage depuis cette commune. C'est à la "petite chapelle", l'actuel décollage Nord de la coupe Icare, que le choix s'est porté.
Georges Berdolet a effectué le premier vol depuis Saint-Hilaire-du-Touvet avec une aile delta fabriquée par Bernard Danis, le premier précédant de nombreux autres vols.
Inventeur de l'hydravion, Henri Fabre avait testé sa première maquette d'hydravion depuis "la petite chapelle".
L'idée d'organiser une compétition d'ailes deltaplane germe rapidement, portée par l'enthousiasme de Daniel Raibon-Pernoud malgré la confidentialité de la pratique. Avec le soutien de la Fédération française de vol libre, la première Coupe Icare est programmée pour le 28 et 29 septembre 1974 à Saint-Hilaire-du-Touvet. Malgré des obstacles administratifs et logistiques, l'événement attire une foule immense, provoquant même un embouteillage sur la route nationale entre Chambéry et Grenoble. La seul épreuve est la précision d’atterrissage. Les autorisations préfectorales, oubliées à l'avance, ne sont obtenues que le lendemain de la compétition.
La première édition de la Coupe Icare a été un succès, incitant les organisateurs à renouveler l'événement l'année suivante. En 1975, le site d'atterrissage a été déplacé à Lumbin avec le soutien de nombreux bénévoles locaux. La compétition a attiré encore plus de spectateurs, nécessitant la création d'une seconde zone d'atterrissage. En 1976, malgré l'engouement croissant avec 200 inscrits, le nombre de compétiteurs a dû être limité à 150. Le matériel s'est amélioré et le règlement a inclus trois épreuves principales.

## Temps forts
Du 29 juillet au 12 août 1979 se sont déroulés les deuxièmes championnat du monde de vol libre. Durant cette sixième coupe Icare, plus de 225 participants venant de plus de 25 pays se sont affrontés sous les yeux de plusieurs dizaines de milliers de spectateurs. À l'issue de cette compétition, l'équipe de France est devenue championne du monde et le premier français, Gérard Thévenot, est arrivé en troisième position, apportant un succès médiatique à l’événement et une hausse des licenciés à la Fédération. La même année, la Fédération Française de Vol Libre (FFVL) a été créée.
Lors des championnats du monde de vol libre, les parachutistes du club des Choucas de Haute-Savoie ont introduit le "parachute de pente" depuis l'aire de décollage nord, initiant ainsi un nouveau concept. Inspirés par des pionniers tels que Jean-Claude Bétemps, André Bohn et Gérard Bosson, ils se sont entraînés à la précision d'atterrissage à Mieussy, dans le Chablais. L'intérêt pour cette pratique a conduit Daniel Raibon-Pernoud à suivre un stage en 1985 dans le premier club école de parapente. En 1986, il a organisé un stage aux Choucas pour partager cette découverte avec une délégation du plateau des Petites Roches. Cette mobilisation a abouti à l'accueil des premiers parapentistes à Saint-Hilaire-du-Touvet au printemps de la même année, marquant ainsi le début du "parachutisme de pente". L'enthousiasme local a permis à cette idée de se concrétiser rapidement, malgré les défis logistiques et promotionnels.
En 1983 a  eu lieu le premier concours de vol déguisé à la coupe Icare, ainsi que la première édition du Festival International du film de vol libre.
La coupe Icare a aussi accueilli les premiers championnats d'Europe de delta biplace, les premiers championnats de France de parapente et, du 16 au 19 juillet 1987, les premiers championnats d'Europe de parapente.

## Organisation
La Coupe Icare connaît une croissance impressionnante en termes de popularité, passant de 40 000 visiteurs en 1993 à 110 000 en 2023. Cette manifestation attire toujours plus de spectateurs sur le site de Saint-Hilaire-Lumbin, ce qui est largement attribué à l'engagement des bénévoles, qui sont près de 1200 tous les ans. Depuis 1989, l'organisation est gérée par l'association à but non lucratif CoupeIcare.org, dirigée par Daniel Raibon-Pernoud et Martine Lange, avec un soutien salarié depuis 2014. Malgré les défis, cette équipe reste disponible, à l'écoute et trouve des solutions à tous les problèmes pour garantir le succès continu de la Coupe Icare. La programmation de chaque édition commence avant même que la précédente ne se termine, témoignant de l'engagement constant envers cette fête exceptionnelle.

## Accès
L’accès au plateau en voiture, lors de la coupe, est relativement difficile lors du week-end où se tient la coupe Icare. Il est préférable de se garer dans la vallée et d'utiliser le funiculaire de Saint-Hilaire-du-Touvet ou les différentes navettes mises en place par le Conseil général de l'Isère si l'on souhaite accéder à l'aire de décollage sur le plateau. La piste d'atterrissage qui se trouve à Lumbin, dans la vallée, est bien plus facile d’accès que le plateau et desservie par des navettes. En revanche le plan de circulation dans les communes du Touvet et de La Terrasse est modifié, une partie de ces communes étant fermée aux non riverains.

## La coupe Icare s’exporte
La Coupe Icare prend son envol en Chine grâce à Yong Wang, un passionné de vol libre, qui a assisté à l'événement pour la première fois en 2010. Après huit ans de participation, son rêve de voir la Coupe Icare se dérouler chez lui, en Chine, devient réalité avec l'aide technique de l'équipe de la Coupe Icare. La première édition chinoise a eu lieu en juillet 2018, dans les montagnes de Qilian, au sud du désert de Gobi. Une délégation européenne, principalement composée de pilotes, y a participé. Cette première réussie symbolise une belle transmission culturelle entre l'Europe et l'Extrême-Orient, avec Yong Wang invitant même les lauréats du concours de déguisement en France à se rendre en Chine pour l'édition suivante. C'est un message fort pour l'avenir de la Coupe Icare, illustrant le partage et l'évolution de cette communauté de passionnés du vol, en hommage également à l'héritage de Léonard de Vinci et à sa vision du vol,.

## Photographies

Images de la coupe Icare
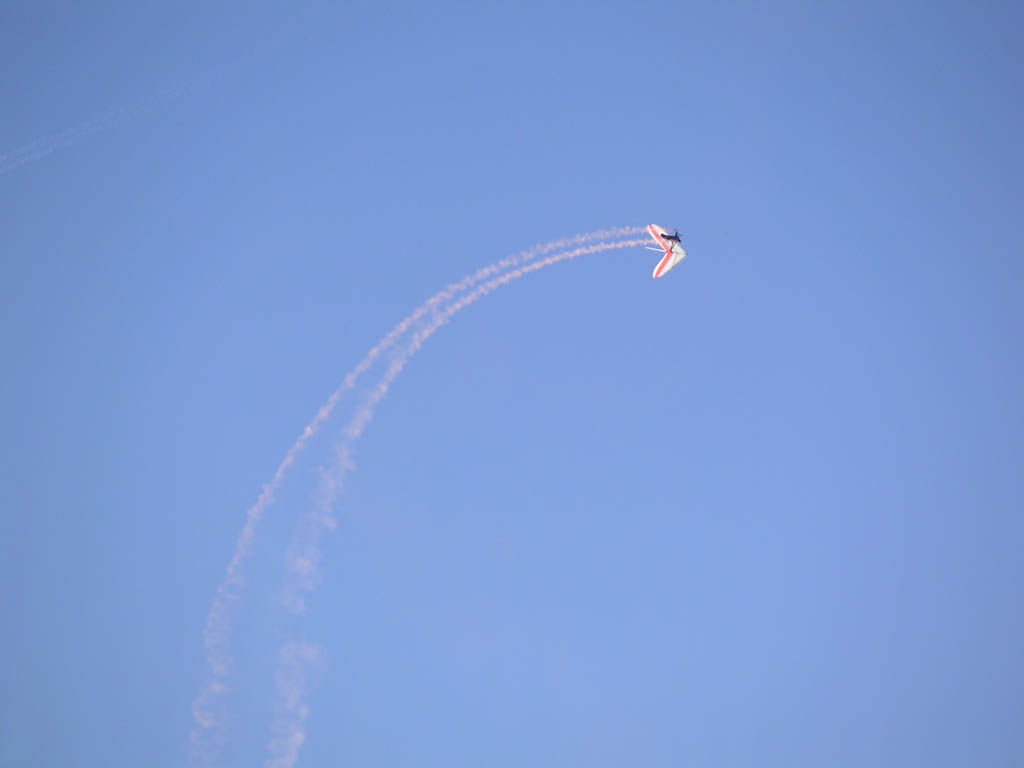
Looping en delta haute vélocité.
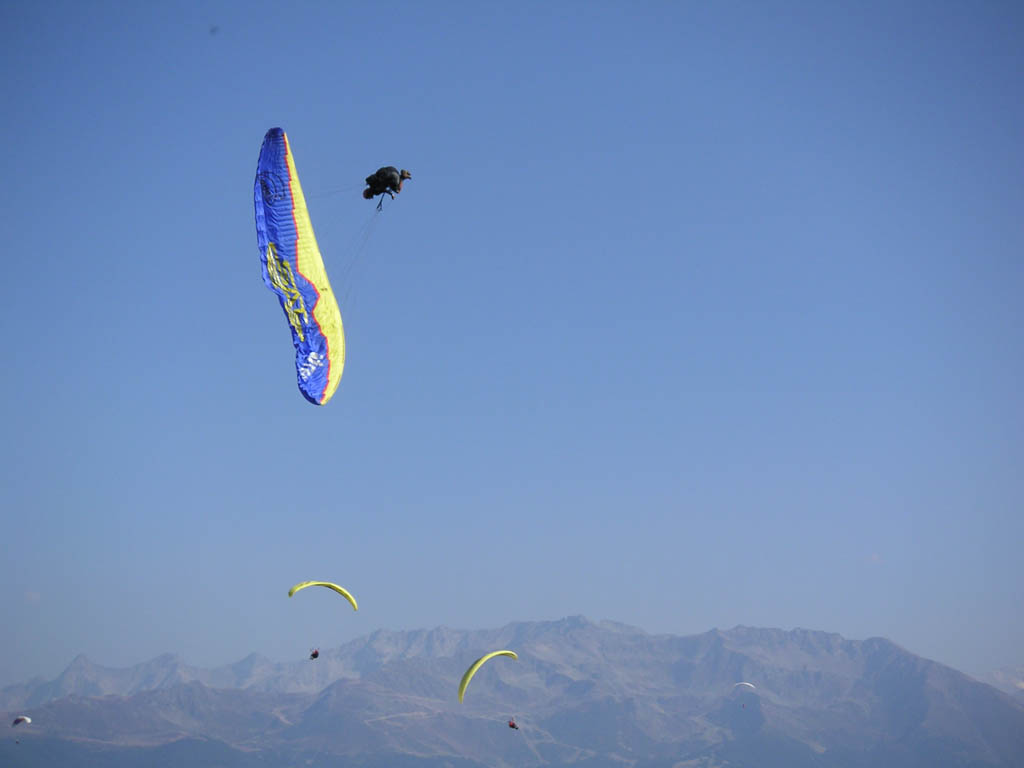
Acrobatie en parapente #1.
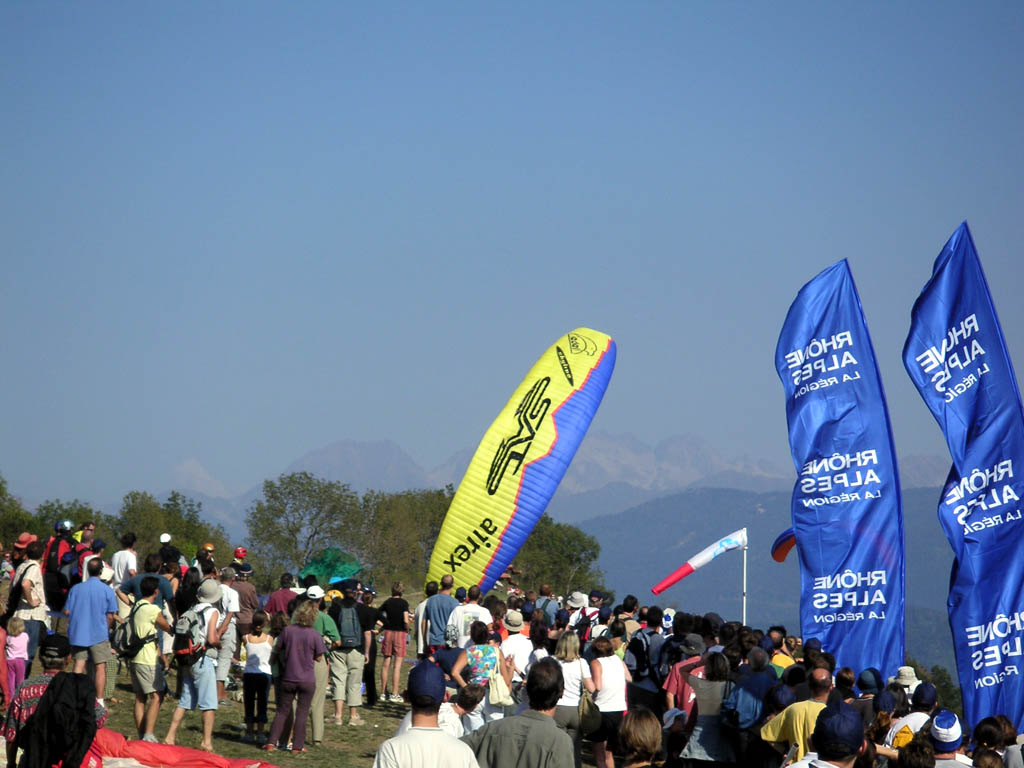
Acrobatie en parapente #2.
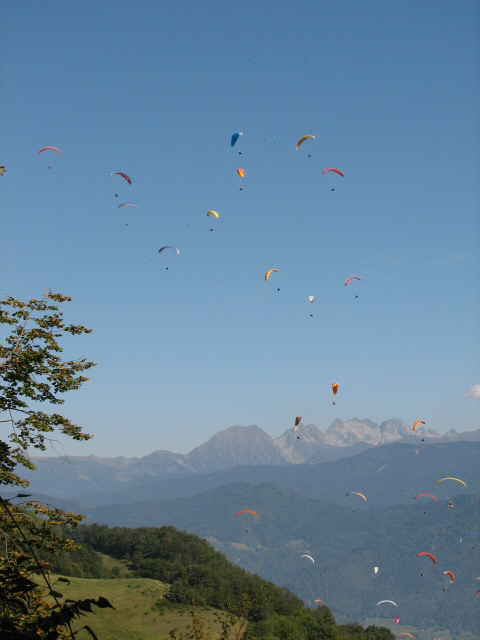
Embouteillage en plein ciel.
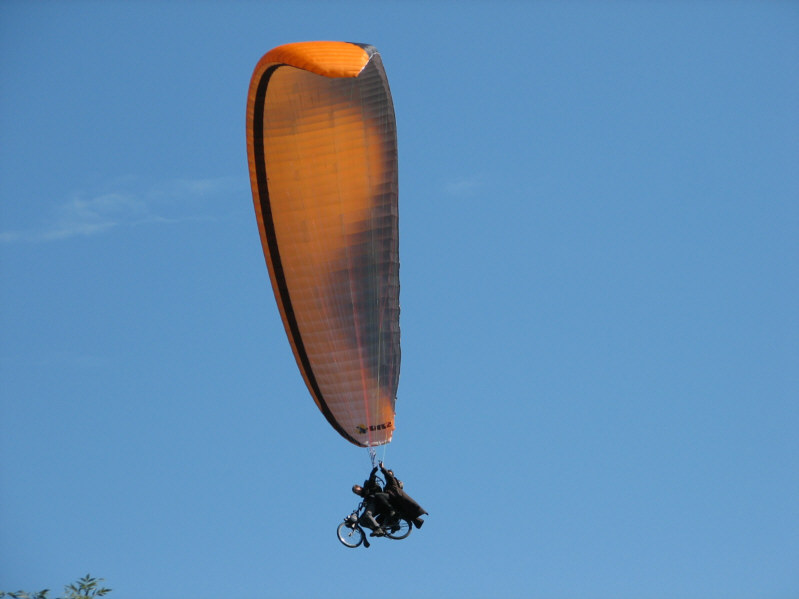
Icarnaval, concours de déguisement.
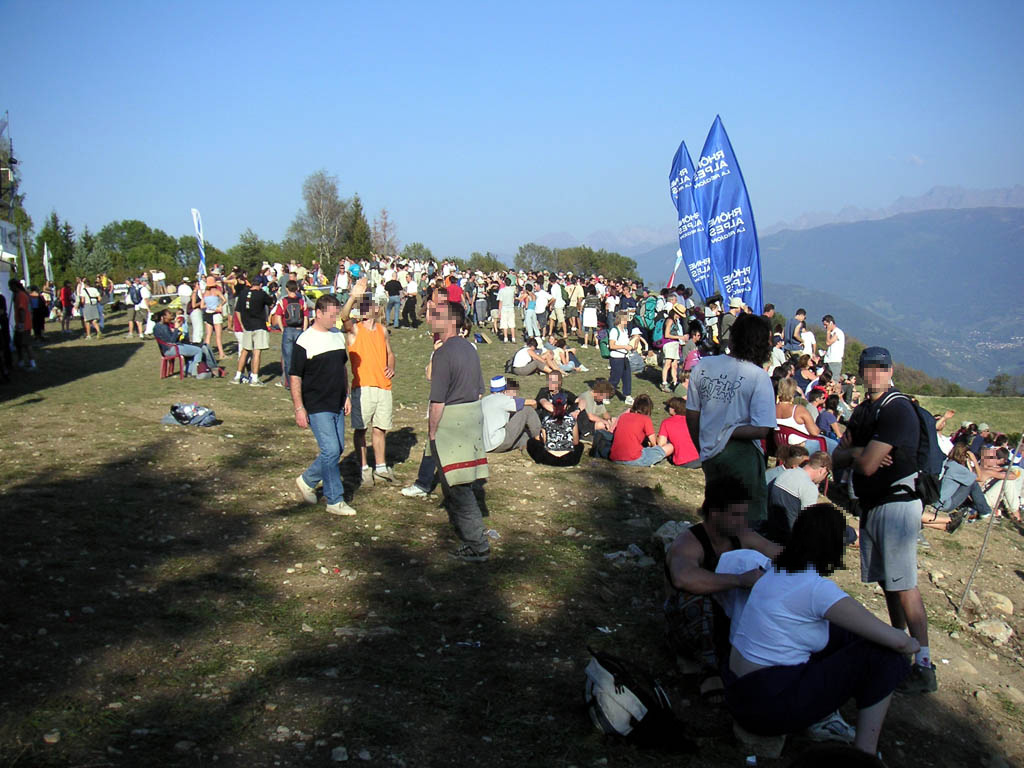
Aire de décollage, côté public.